# Asmate jordanaria
Asmate jordanaria là một loài bướm đêm trong họ Geometridae.